# Nhà khoa học điên

Nam tính, già, đầu tóc bù xù, đeo kính, áo khoác phòng thí nghiệm, lập dị - đó là vẻ ngoài thường thấy của một nhà bác học điên.

Nhà khoa học điên hay nhà bác học điên là một nhân vật điển hình trong các tác phẩm giả tưởng. Dù ở phe phản diện, chính diện hay trung lập, họ đều có tài năng phi thường, tính cách lập dị, đôi khi vụng về, và làm việc với những công nghệ giả tưởng nhằm phục vụ cho một kế hoạch nào đó (nếu có). Ngoài ra, họ không thấy điều ác trong việc "đóng vai Chúa". Không phải tất cả các nhà khoa học điên đều là ác hay phản diện, một số có thể nhân từ, có những ý định tốt, ngay cả khi hành động của họ là nguy hiểm hoặc có vấn đề, có thể tình cờ đẩy họ vào vai phản diện. Trong một số trường hợp, họ là nhân vật chính (hoặc về phe chính nghĩa), chẳng hạn như Dexter trong loạt phim hoạt hình Phòng thí nghiệm của Dexter, Tiến sĩ Muto, tiến sĩ Benjamin Jeffcoat, hoặc tiến sĩ Emmett "Doc" Brown trong bộ phim Trở lại tương lai.